# Lay-Saint-Remy
Pour les articles homonymes, voir Lay et Saint-Remy.
Lay-Saint-Remy est une commune française située dans le département de Meurthe-et-Moselle, en région Grand Est. 

## Géographie

### Localisation
Lay-Saint-Remy est un petit village situé au fond du Val de l'Asne.
On trouve entre Lay-Saint-Remy et Foug, deux tunnels parallèles, l'un pour la voie de chemin de fer et l'autre pour le canal, qui tous deux coupent à travers l'un des méandres de l'ancien lit de la Moselle, évitant ainsi un long détour par la ferme de Savonnières.
Il se trouve dans l'aire d'attraction de Nancy, la zone d'emploi de cette ville et le bassin de vie de Toul.

### Communes limitrophes
Les communes limitrophes sont  Foug et Pagny-sur-Meuse.
|                       |                | Foug |
| Pagny-sur-Meuse Meuse | Lay-Saint-Remy | Foug |
|                       |                | Foug |

### Géologie et relief
La superficie de la commune est de 3,8 km2 ; son altitude varie de 246  à   335 mètres.
Le village, situé au fond d'une vallée, est traversé par une grande voie de communication (aujourd'hui la Route Nationale 4), qui nécessitait le franchissement d'une dénivellation de plusieurs dizaines de mètres. Cet obstacle était un endroit où s'embusquaient des voleurs de grand chemin pour détrousser les voyageurs.

### Hydrographie
La commune est traversée par la ligne de partage des eaux entre les bassins versants du Rhin et de la Meuse au sein du bassin Rhin-Meuse. Elle est drainée par le canal de la Marne au Rhin et le ruisseau du Moulin,.

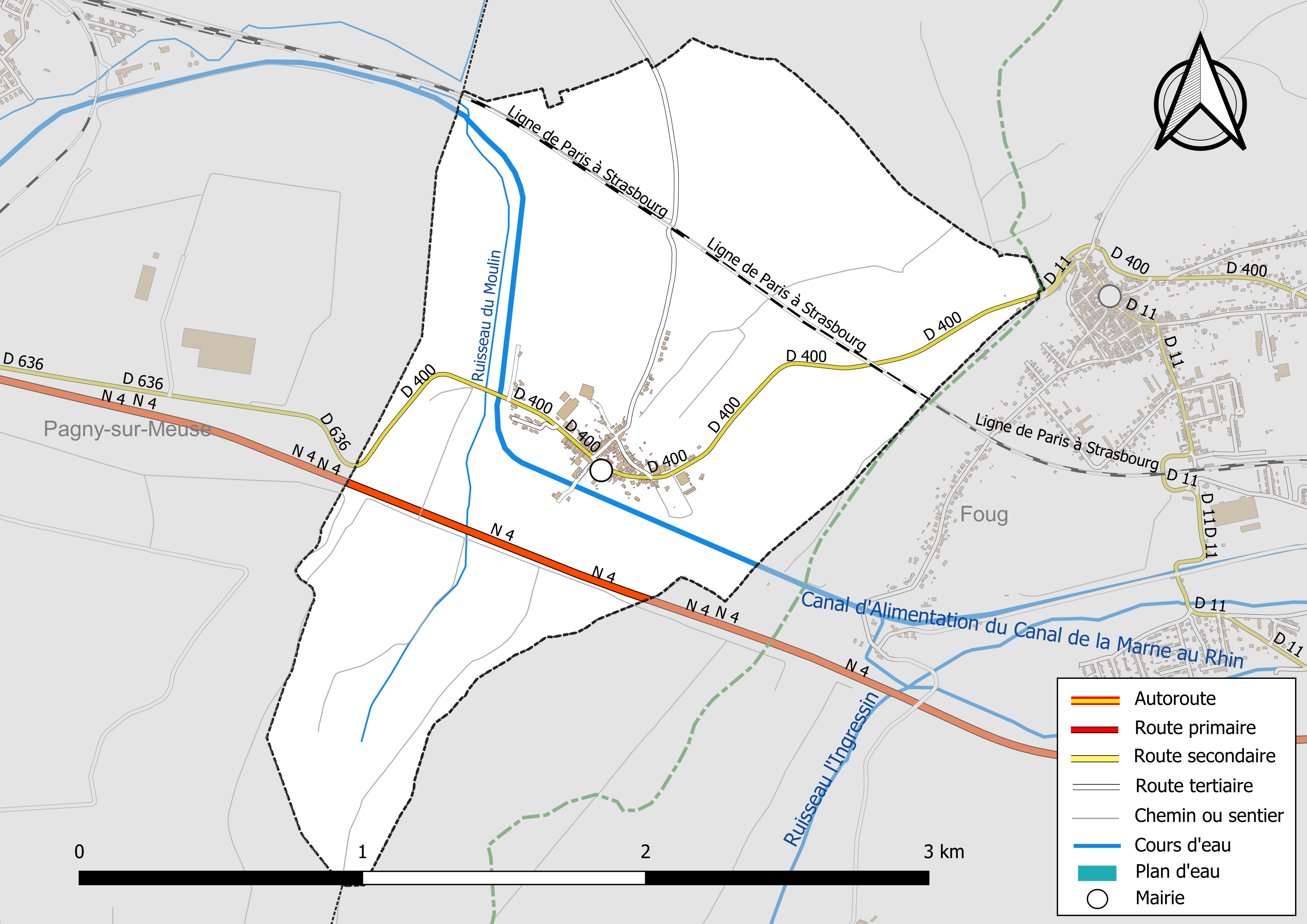
Carte hydrographique et des infrastructures de transport de la commune.
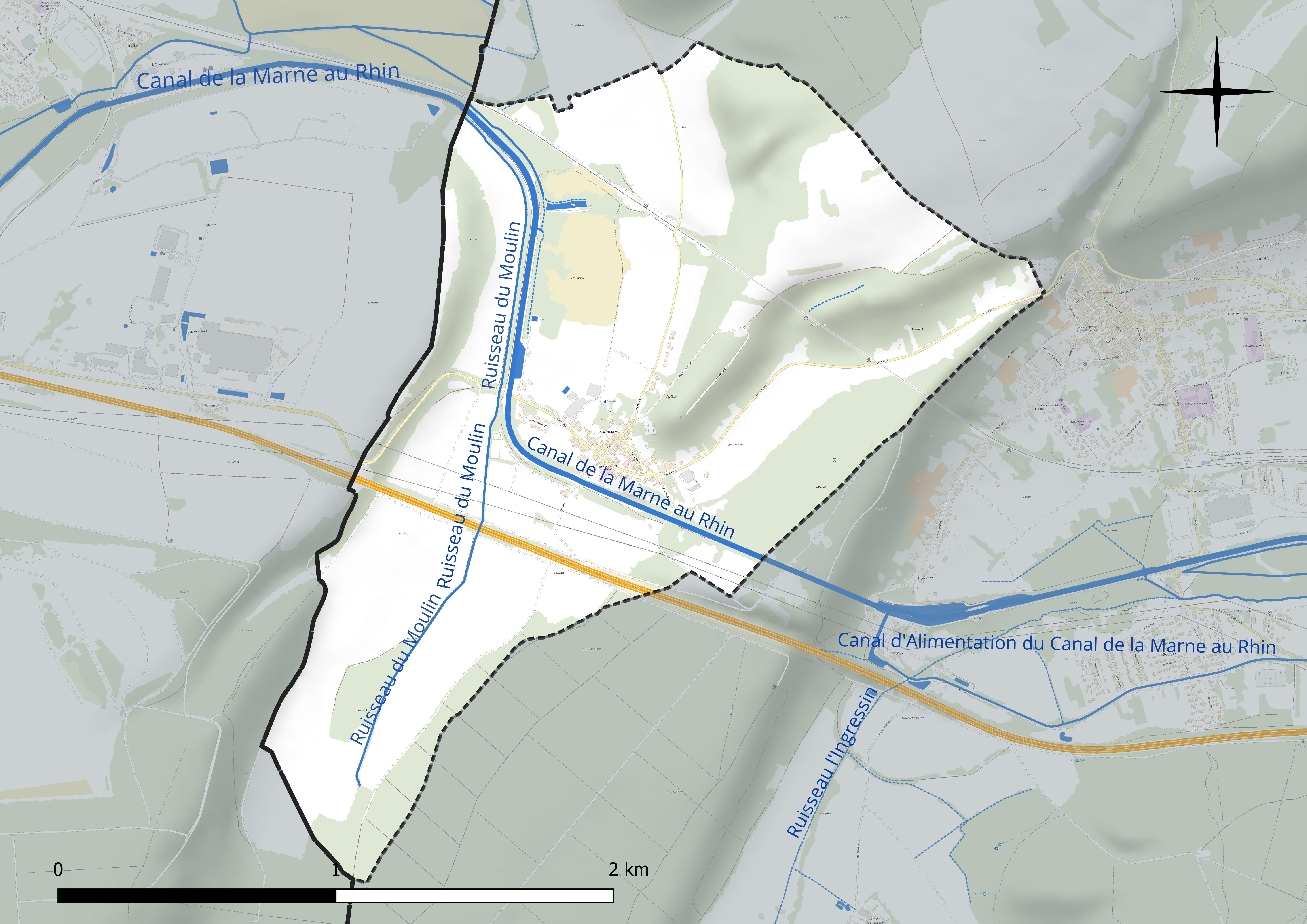
Réseau hydrographique de Lay-Saint-Remy.

La commune se trouve dans le Val de l'Asne, l'ancien lit de la Moselle, aujourd'hui une zone marécageuse, où coule toujours un petit ruisseau qui longe le canal de la Marne au Rhin jusqu'à Pagny-sur-Meuse, où il se jette dans la Meuse.
Le canal de la Marne au Rhin, long de 293 km et comportant 178 écluses à l'origine, relie la Marne (à Vitry-le-François) au Rhin (à Strasbourg). Par le canal latéral de la Marne, il est connecté au réseau navigable de la Seine vers l'Île-de-France et la Normandie.
Le marais de Lay-Saint-Rémy est une grande tourbière alcaline qui constitue une richesse biologique par sa grande dimension et sa diversité botanique. Il est géré par le Conservatoire des espaces naturels de Lorraine.
px

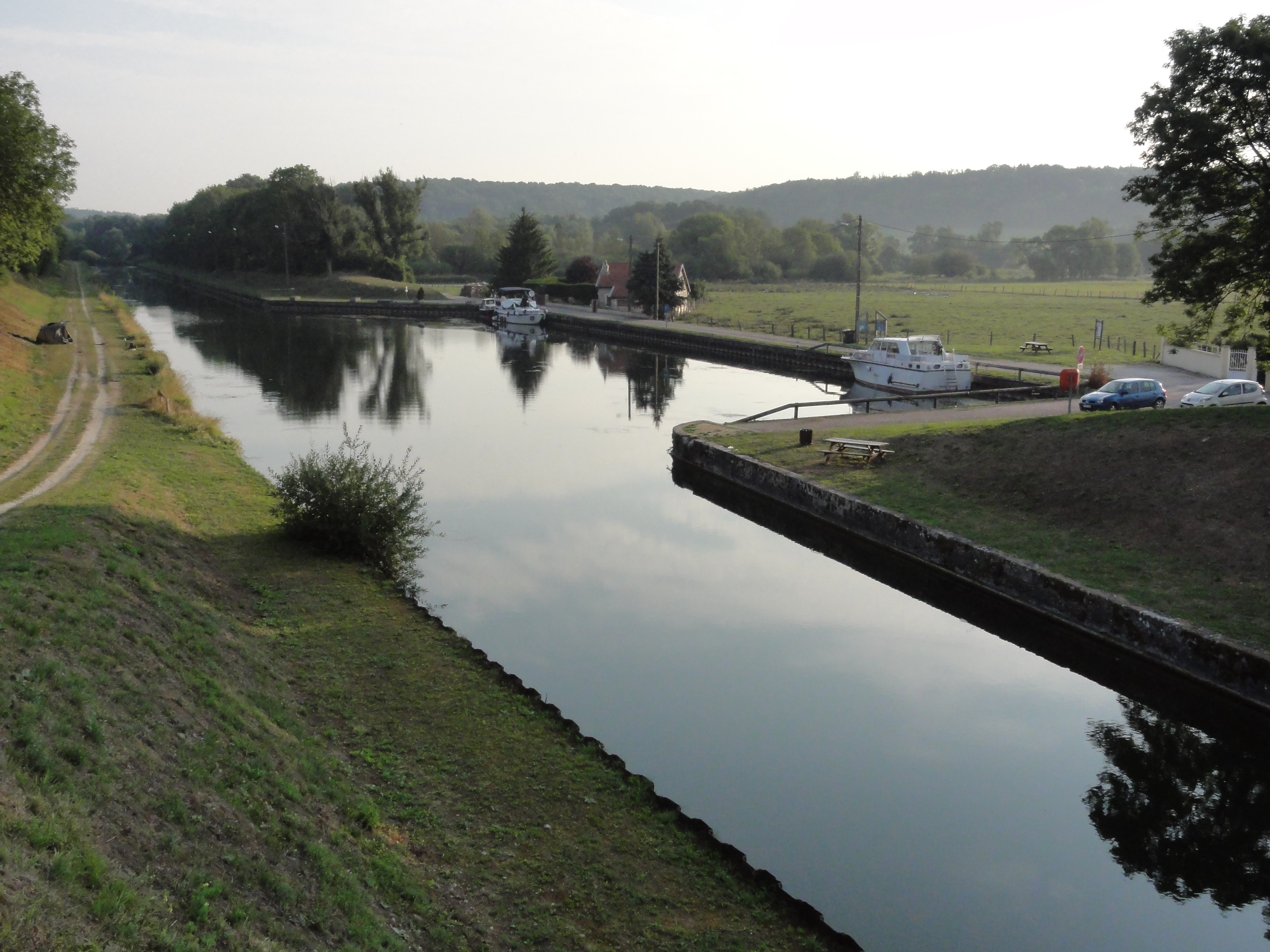
Canal de la Marne au Rhin avec le port de Lay-Saint-Remy.
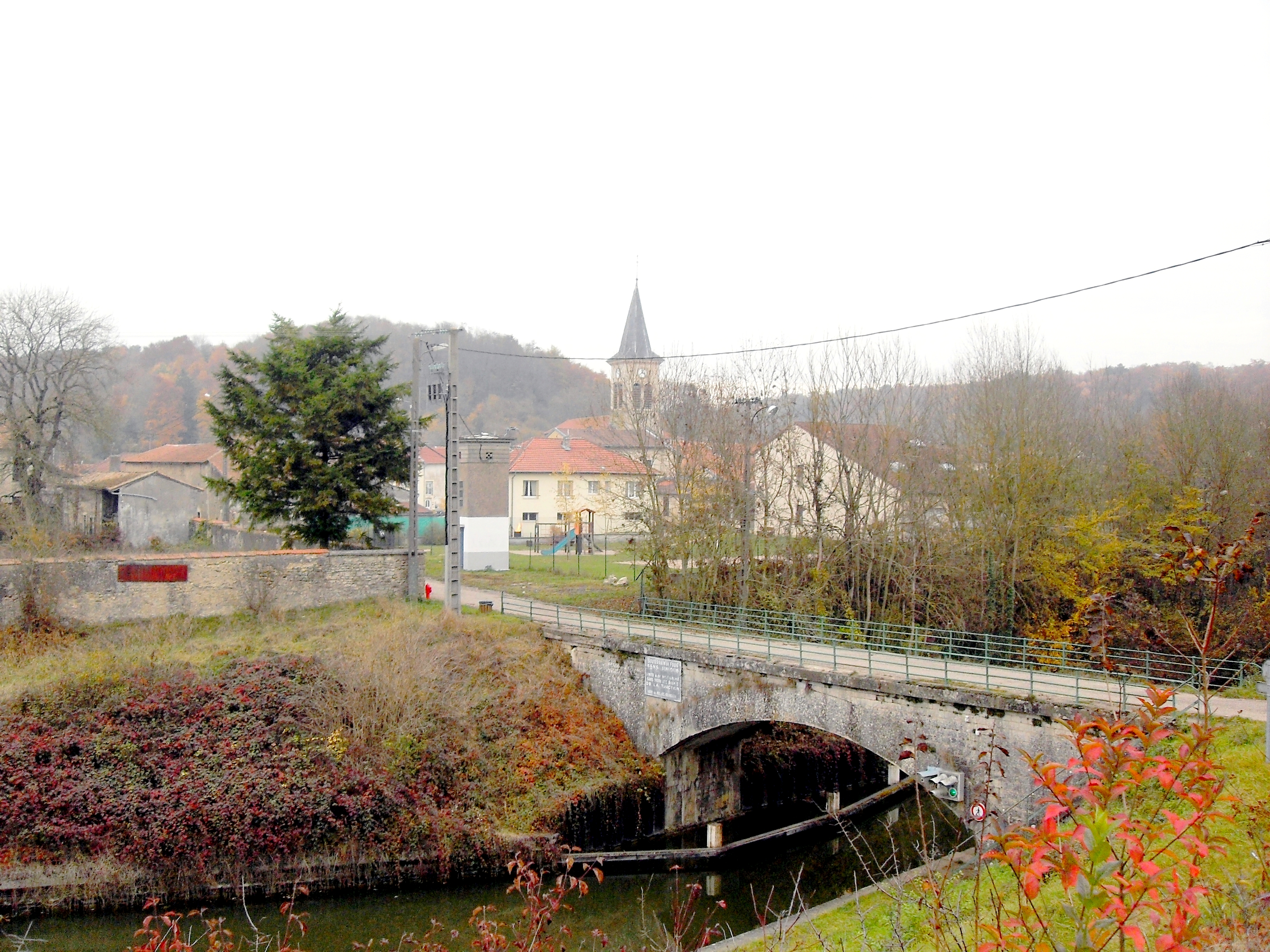
Vue du village depuis le talus du canal.

### Climat
Pour des articles plus généraux, voir Climat du Grand Est et Climat de Meurthe-et-Moselle.
En 2010, le climat de la commune est de type climat des marges montargnardes, selon une étude du Centre national de la recherche scientifique s'appuyant sur une série de données couvrant la période 1971-2000. En 2020, Météo-France publie une typologie des climats de la France métropolitaine dans laquelle la commune est exposée à un climat océanique altéré et est dans la région climatique Lorraine, plateau de Langres, Morvan, caractérisée par un hiver rude (1,5 °C), des vents modérés et des brouillards fréquents en automne et hiver.
Pour la période 1971-2000, la température annuelle moyenne est de 9,6 °C, avec une amplitude thermique annuelle de 16,5 °C. Le cumul annuel moyen de précipitations est de 876 mm, avec 13 jours de précipitations en janvier et 9,3 jours en juillet. Pour la période 1991-2020, la température moyenne annuelle observée sur la station météorologique de Météo-France la plus proche, « Nancy-Ochey », sur la commune d'Ochey à 17 km à vol d'oiseau, est de 10,5 °C et le cumul annuel moyen de précipitations est de 810,4 mm. 
La température maximale relevée sur cette station est de 39,6 °C, atteinte le 25 juillet 2019 ; la température minimale est de −19,1 °C, atteinte le 12 janvier 1987,,.
Les paramètres climatiques de la commune ont été estimés pour le milieu du siècle (2041-2070) selon différents scénarios d'émission de gaz à effet de serre à partir des nouvelles projections climatiques de référence DRIAS-2020. Ils sont consultables sur un site dédié publié par Météo-France en novembre 2022.

### Milieux naturels et biodiversité
Le marais de Lay-Saint-Rémy et de Pagny-sur-Meuse, jouxtant la Meuse et contourné par la ligne de Paris-Est à Strasbourg-Ville ainsi que par le canal de la Marne au Rhin, est une tourbière alcaline qui s'est formée depuis 2000 ans par accumulation de tourbe sur une épaisseur de 2.5 mètres. On y trouve une végétation de sources calcaires, de tourbière basse et de bas-marais.

## Urbanisme

### Typologie
Au 1er janvier 2024, Lay-Saint-Remy est catégorisée commune rurale à habitat dispersé, selon la nouvelle grille communale de densité à sept niveaux définie par l'Insee en 2022.
Elle est située hors unité urbaine. Par ailleurs la commune fait partie de l'aire d'attraction de Nancy, dont elle est une commune de la couronne,. Cette aire, qui regroupe 353 communes, est catégorisée dans les aires de 200 000 à moins de 700 000 habitants,.

### Occupation des sols

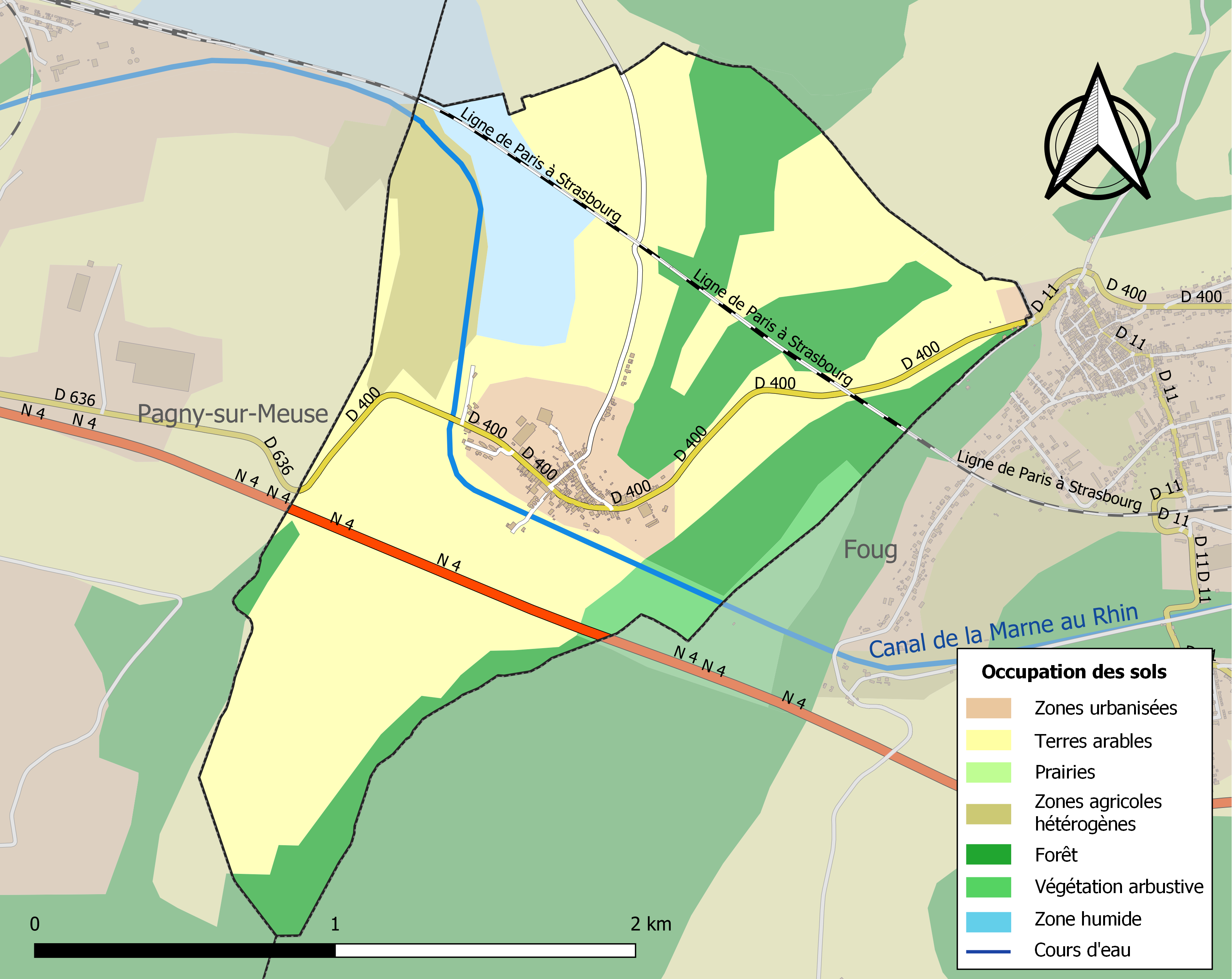
Carte des infrastructures et de l'occupation des sols de la commune en 2018 (CLC).

L'occupation des sols de la commune, telle qu'elle ressort de la base de données européenne d’occupation biophysique des sols Corine Land Cover (CLC), est marquée par l'importance des territoires agricoles (62 % en 2018), une proportion sensiblement équivalente à celle de 1990 (62,4 %). La répartition détaillée en 2018 est la suivante : terres arables (48,6 %), forêts (22,3 %), zones urbanisées (6,9 %), cultures permanentes (6,9 %), zones agricoles hétérogènes (6,4 %), zones humides intérieures (6,1 %), milieux à végétation arbustive et/ou herbacée (2,8 %). L'évolution de l’occupation des sols de la commune et de ses infrastructures peut être observée sur les différentes représentations cartographiques du territoire : la carte de Cassini (XVIIIe siècle), la carte d'état-major (1820-1866) et les cartes ou photos aériennes de l'IGN pour la période actuelle (1950 à aujourd'hui).

### Habitat et logement
En 2020, le nombre total de logements dans la commune était de 152, alors qu'il était de 142 en 2015 et de 128 en 2010.
Parmi ces logements, 94 % étaient des résidences principales et 6 % des logements vacants. Ces logements étaient pour 90,5 % d'entre eux des maisons individuelles et pour 9,5 % des appartements.
Le tableau ci-dessous présente la typologie des logements à Lay-Saint-Remy en 2020 en comparaison avec celle de Meurthe-et-Moselle et de la France entière. Une caractéristique marquante du parc de logements est ainsi l'absence de résidences secondaires et logements occasionnels, à comparer avec la proportion départementale (2,1 %) et nationale (9,7 %).
| Typologie                                               | Lay-Saint-Remy | Meurthe-et-Moselle | France entière |
| ------------------------------------------------------- | -------------- | ------------------ | -------------- |
| Résidences principales (en %)                           | 94             | 88,6               | 82,1           |
| Résidences secondaires et logements occasionnels (en %) | 0              | 2,1                | 9,7            |
| Logements vacants (en %)                                | 6              | 9,3                | 8,2            |

### Voies de communication et transports
La commune est desservie par le tracé initial de la route nationale 4 (actuelle Rd 400),  et traversé par  sa déviation constituant une voie express (actuelle RN 4), la ligne de Paris-Est à Strasbourg-Ville et le canal de la Marne au Rhin.

## Toponymie
La commune s'est appelée successivement « Layum retro Fagum », Laye-derrière-Foug, Lay-Saint-Remy-en-Haye, avant de devenir Lay-Saint-Remy[réf. nécessaire].
Le toponyme Lay, qui apparaît en 1300, est synonyme de laie, route forestière créée notamment en vue de la vente d'un bois. Le nom du saint patron n'est ajouté officiellement qu'en 1862.

## Histoire
- Présence gallo-romaine[réf. nécessaire].

## Politique et administration

### Rattachements administratifs et électoraux

#### Rattachements administratifs
La commune se trouve depuis 1943 dans l'arrondissement de Toul du département de Meurthe-et-Moselle
Elle faisait partie depuis 1801 du canton de Toul-Nord. Dans le cadre du redécoupage cantonal de 2014 en France, cette circonscription administrative territoriale a disparu, et le canton n'est plus qu'une circonscription électorale.

#### Rattachements électoraux
Pour les élections départementales, la commune fait partie depuis 2014 du canton de Toul
Pour l'élection des députés, elle fait partie de la cinquième circonscription de Meurthe-et-Moselle.

### Intercommunalité
Lay-Saint-Remy était membre de la communauté de communes du Toulois, un établissement public de coopération intercommunale (EPCI) à fiscalité propre créé en 1992 et auquel la commune avait transféré un certain nombre de ses compétences, dans les conditions déterminées par le code général des collectivités territoriales.
Dans le cadre des dispositions de la loi portant nouvelle organisation territoriale de la République du 7 août 2015, qui prévoit que les établissements publics de coopération intercommunale (EPCI) à fiscalité propre doivent avoir un minimum de 15 000 habitants, cette intercommunalité a fusionné avec sa voisine pour former, le 1er janvier 2017, la communauté de communes Terres Touloises, dont est désormais membre la commune

### Liste des maires
| Période                                  | Période                      | Identité         | Étiquette | Qualité                                                                                                   |
| ---------------------------------------- | ---------------------------- | ---------------- | --------- | --- |
| Les données manquantes sont à compléter. |                              |                  |           | |
|                                          |                              |                  |           | |
| avant 1988                               | mars 2001                    | Michel Jager     |           | |
| mars 2001                                | 2014                         | Dominique Potier | PS        | Agriculteur Président de la CC du Toulois (2008 → 2013) Député de Meurthe-et-Moselle (5e circ.) (2012 → ) |
| avril 2014                               | mai 2020                     | Clément Verdelet |           | Infirmier de bloc opératoire                                                                              |
| mai 2020                                 | février 2023                 | Alain Bellinaso  |           | Ancien cadre Mort en fonction                                                                             |
| juin 2023                                | En cours (au 8 janvier 2024) | Thierry Mansuy   |           | Ingénieur ou cadre technique d'entreprise                                                                 |

## Équipements et services publics
Les habitants disposent de la MJC du Marais.

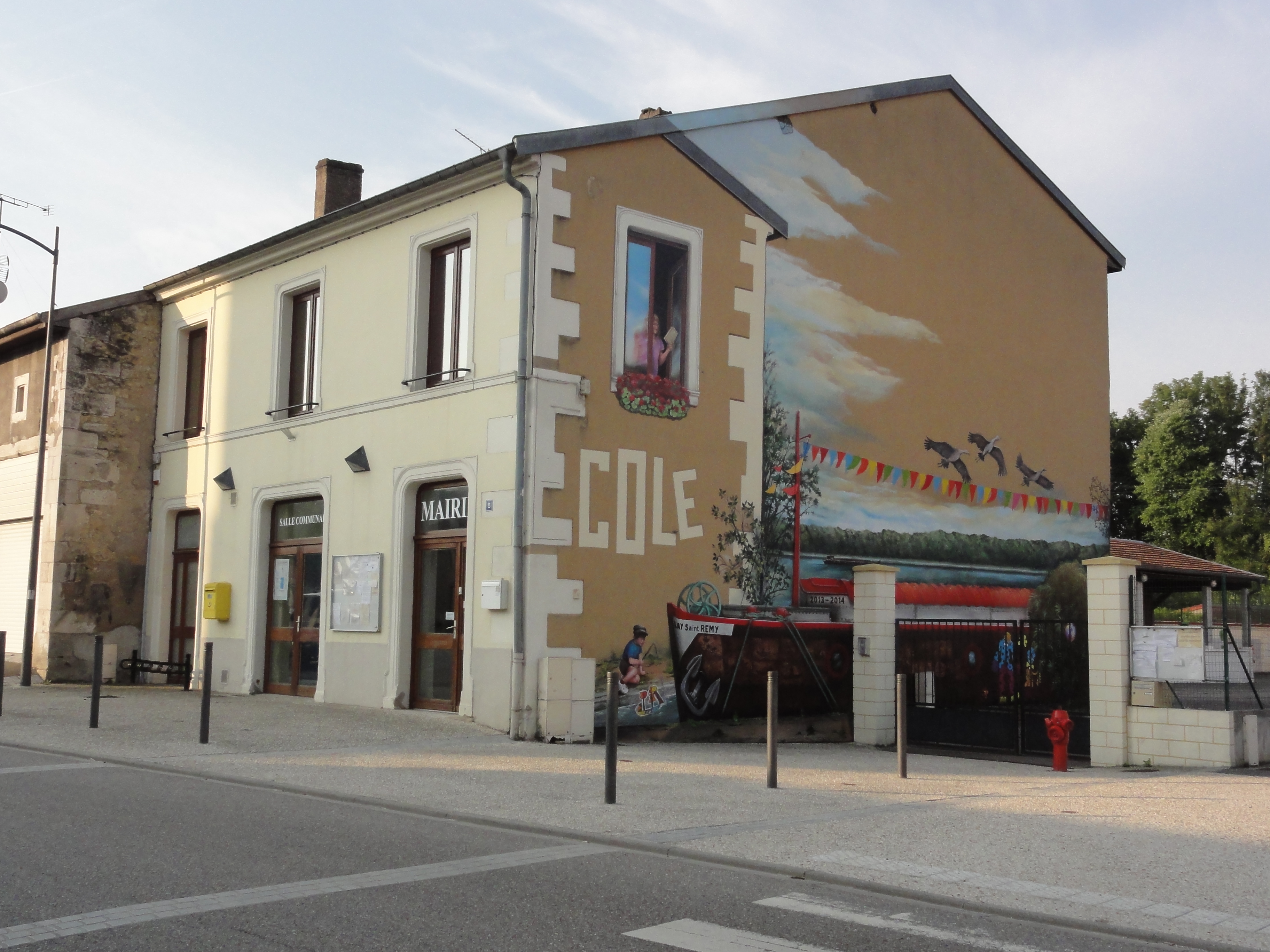
L'école annexe la mairie.

## Population et société

### Démographie
L'évolution du nombre d'habitants est connue à travers les recensements de la population effectués dans la commune depuis 1793. Pour les communes de moins de 10 000 habitants, une enquête de recensement portant sur toute la population est réalisée tous les cinq ans, les populations de référence des années intermédiaires étant quant à elles estimées par interpolation ou extrapolation. Pour la commune, le premier recensement exhaustif entrant dans le cadre du nouveau dispositif a été réalisé en 2008.

En 2022, la commune comptait 339 habitants, en évolution de −4,78 % par rapport à 2016 (Meurthe-et-Moselle : −0,13 %, France hors Mayotte : +2,11 %).
| 1793 | 1800 | 1806 | 1821 | 1831 | 1836 | 1841 | 1846 | 1851 |
| ---- | ---- | ---- | ---- | ---- | ---- | ---- | ---- | ---- |
| 300  | 309  | 320  | 303  | 305  | 368  | 407  | 414  | 445  |

| 1856 | 1861 | 1872 | 1876 | 1881 | 1886 | 1891 | 1896 | 1901 |
| ---- | ---- | ---- | ---- | ---- | ---- | ---- | ---- | ---- |
| 375  | 392  | 366  | 336  | 356  | 340  | 268  | 285  | 300  |

| 1906 | 1911 | 1921 | 1926 | 1931 | 1936 | 1946 | 1954 | 1962 |
| ---- | ---- | ---- | ---- | ---- | ---- | ---- | ---- | ---- |
| 311  | 390  | 356  | 337  | 327  | 328  | 278  | 289  | 288  |

| 1968 | 1975 | 1982 | 1990 | 1999 | 2006 | 2008 | 2013 | 2018 |
| ---- | ---- | ---- | ---- | ---- | ---- | ---- | ---- | ---- |
| 257  | 291  | 258  | 307  | 355  | 348  | 345  | 360  | 347  |

| 2022 | - | - | - | - | - | - | - | - |
| ---- | - | - | - | - | - | - | - | - |
| 339  | - | - | - | - | - | - | - | - |

## Culture locale et patrimoine

### Lieux et monuments
- Église Saint-Remy XIXe siècle.
- Près de l'église coule une fontaine nommée « fontaine Saint-Léger », dont les eaux avaient une renommée spéciale. Lorsqu'une personne était gravement malade, on faisait toucher aux reliques du patron de l'église un linge à l'usage du malade, et on jetait ensuite ce linge dans le bassin de la fontaine. Selon qu'il surnageait ou coulait au fond, cela augurait d'une guérison ou de la mort.
- Monument aux morts.
- Plaque commémorative Souviens-toi du 18 juin 1944.
- L'ancienne poste aux chevaux de Lay-Saint-Remy.
- Canal de la Marne au Rhin : passage dans un tunnel d'environ 870 m[31].
- Le marais de Lay-Saint-Remy et son sentier de découverte, mong de 1,6 km.

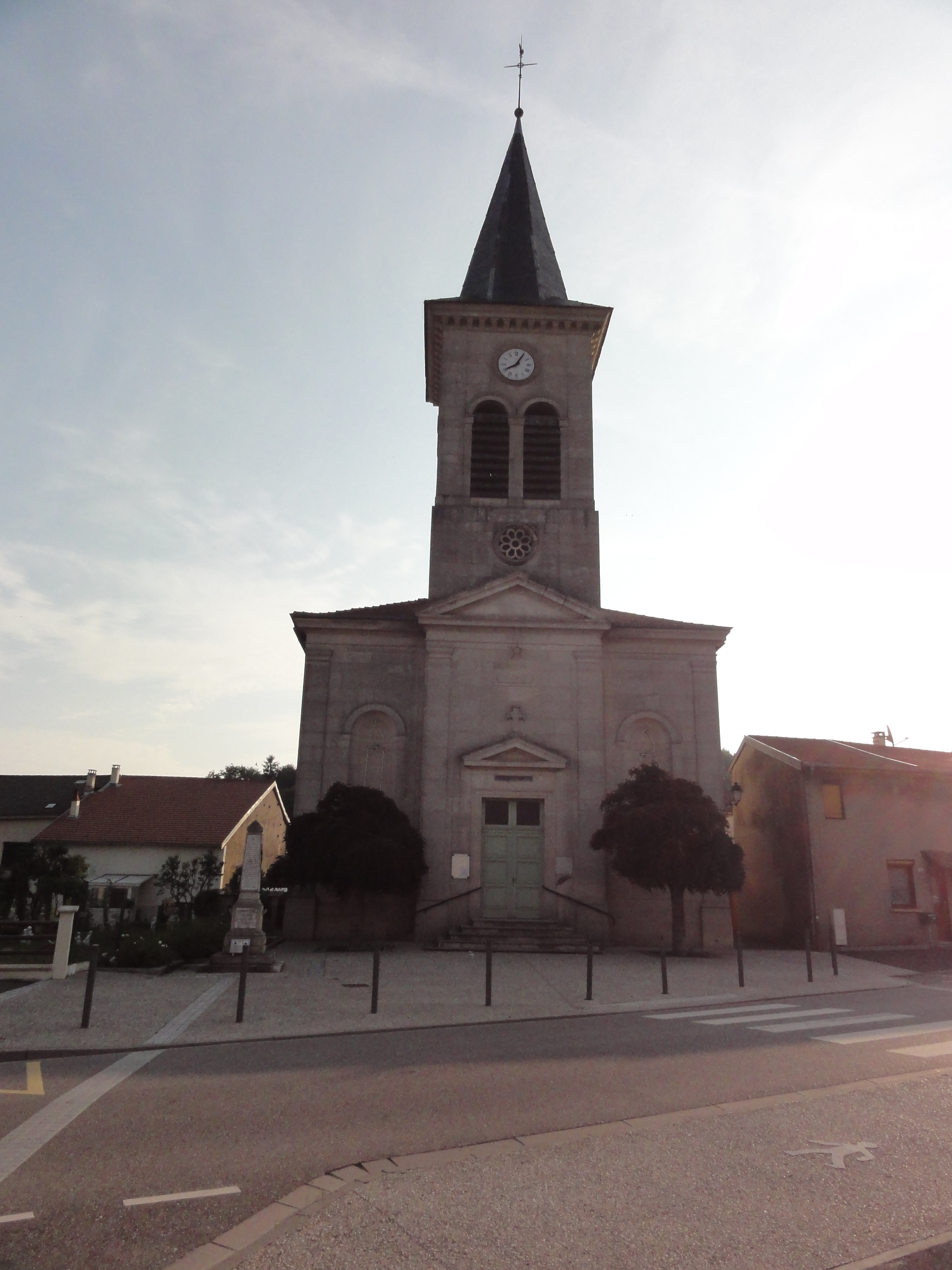
Église Saint-Remy.
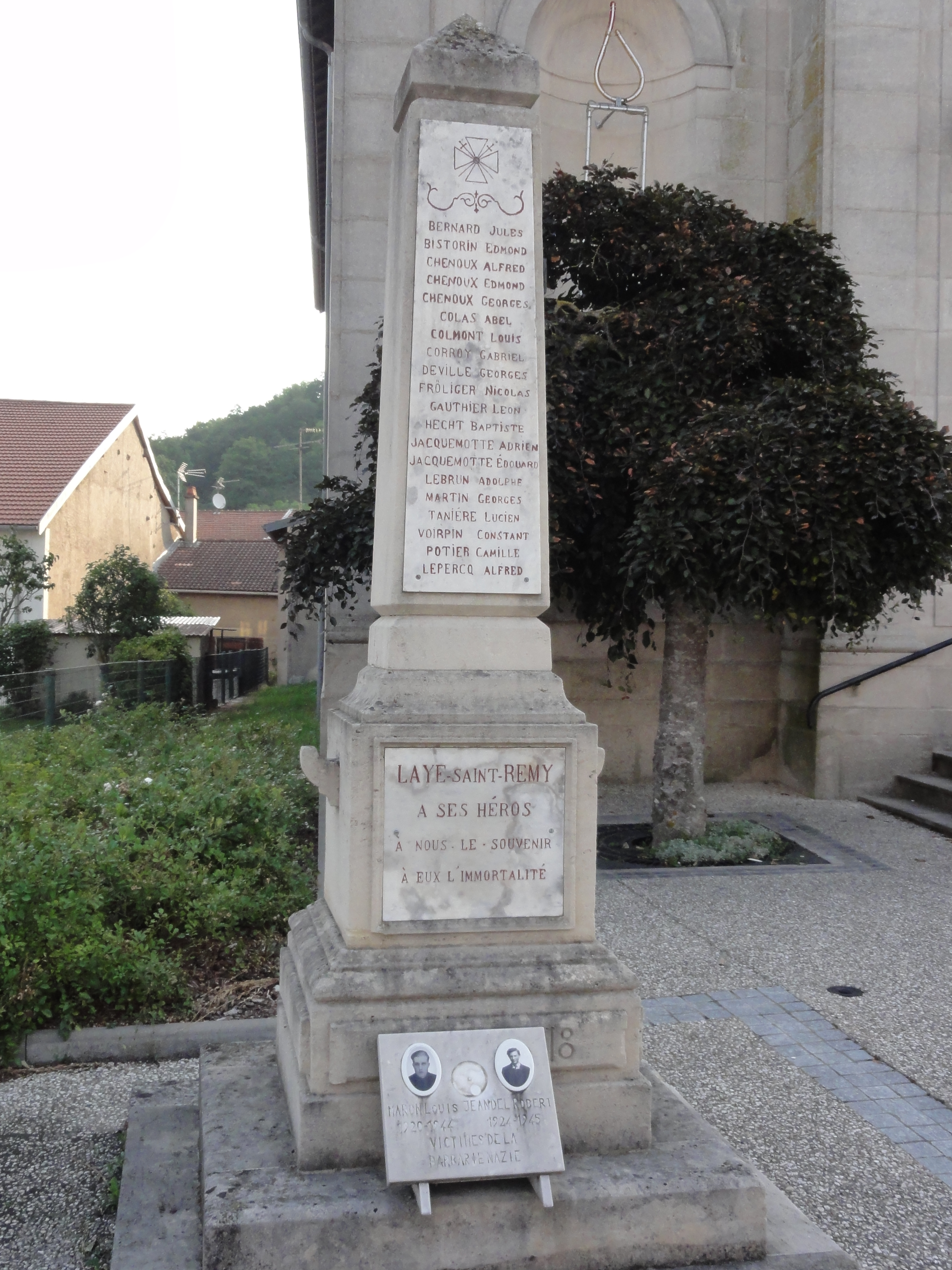
Monument aux morts
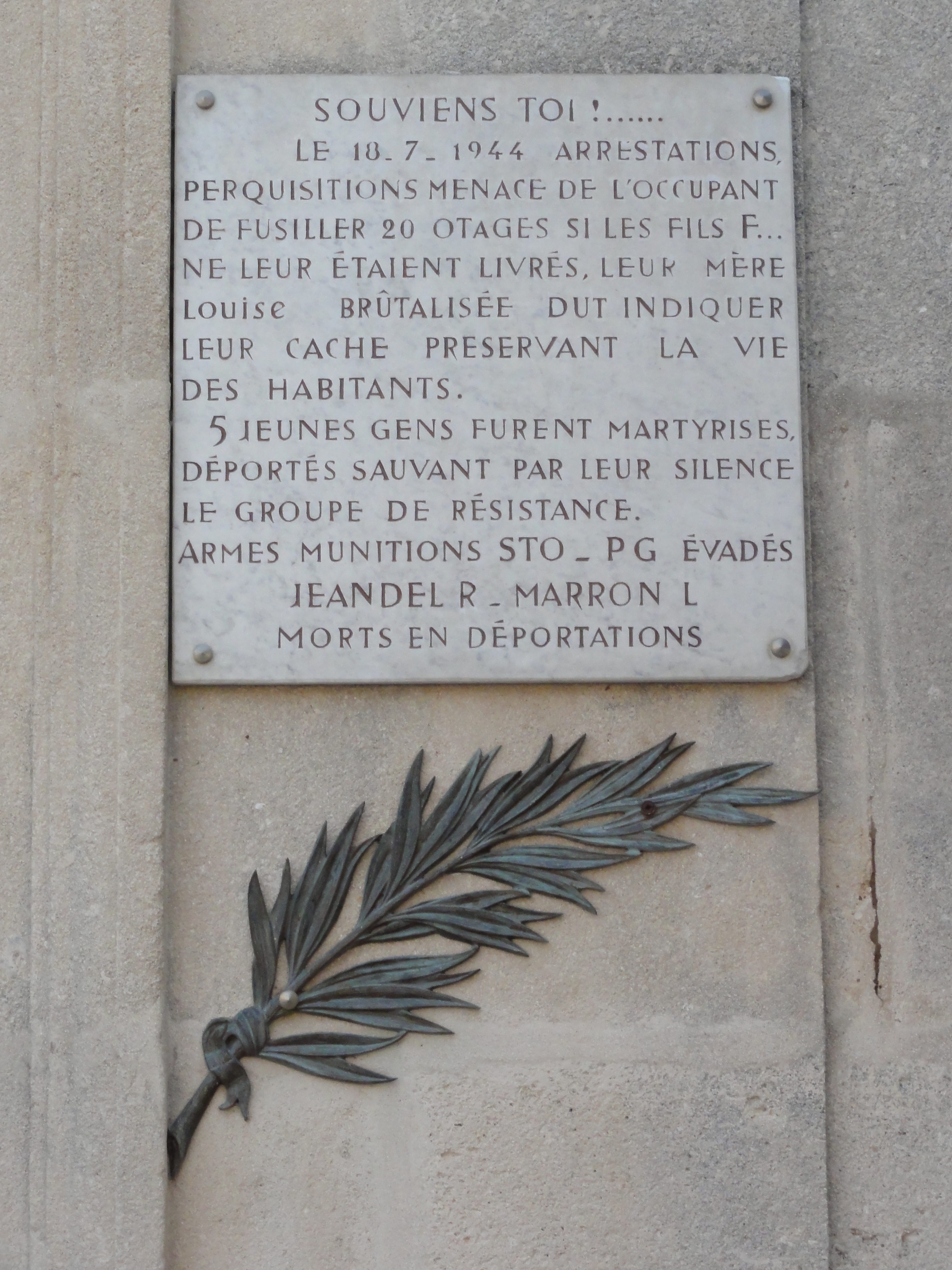
Plaque "Souviens-toi".
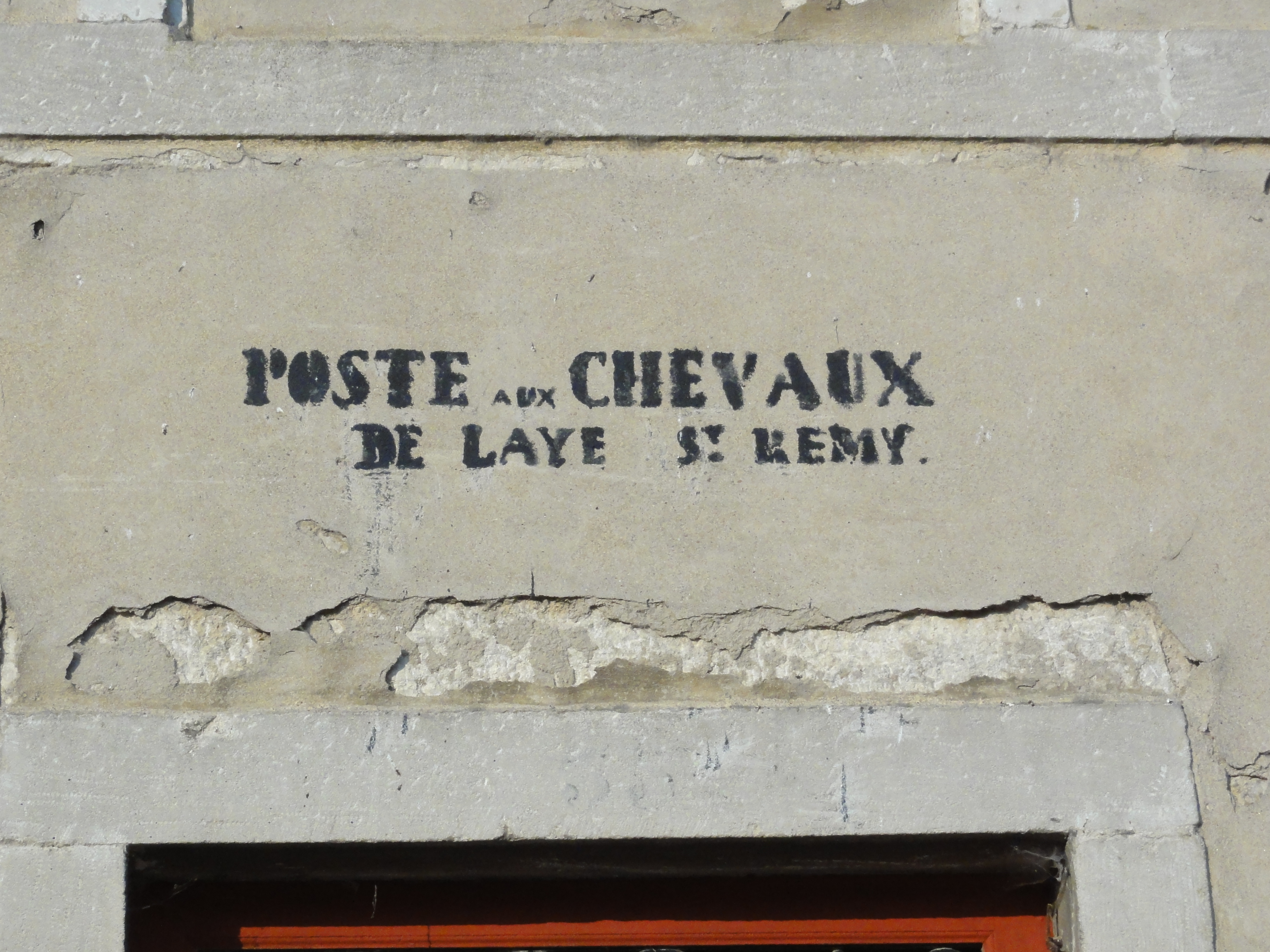
Poste aux chevaux.

### Héraldique
| Blason de Lay-Saint-Remy | Blason  | D'or au pal de gueules, à une colombe d'argent fondant et tenant dans son bec la Sainte Ampoule d'or brochant sur le tout. |
| Blason de Lay-Saint-Remy | Détails | Le statut officiel du blason reste à déterminer.                                                                           |

## Pour approfondir